# 彭雪玲
布萊爾爵士夫人谢丽·布莱尔，CBE，QC（英語：Cherie, Lady Blair；1954年9月23日—），生于英格兰大曼徹斯特郡，英国御用大律师，英国前首相布莱尔妻子，近年出版自传《Cherie Blair: Speaking for Myself》。

## 早年
谢丽1954年出生英格兰大曼徹斯特郡伯里，双亲均是演员，父亲托尼·布思前后四任妻子和三位女友共生了八名子女全是女儿，所以谢丽有六名同父异母的姊妹和一名同父同母的妹妹Lyndsey。
谢丽曾就读于於倫敦政治經濟學院，修讀法律，獲得一級學士學位；1976年年成為英国御用大律師。

## 成为布莱尔夫人
1976年谢丽结识了托尼·布莱尔，1980年3月29日结为夫妇，育有四個子女：Euan、Nicholas、Kathryn和Leo。
谢丽·布莱尔曾於1983年參與英國地方選舉，惟不幸落敗。1987年她原來有意參選，後因一次單車意外使她不得不放棄。
2021年12月31日，伊莉莎白二世女王宣布任命丈夫托尼·布莱尔為嘉德勋章騎士。雪麗因而成為布萊爾爵士夫人。